# Paulo André de Oliveira
Paulo André Camilo de Oliveira, född 20 augusti 1998, är en brasiliansk friidrottare som tävlar i kortdistanslöpning. Han deltog vid olympiska sommarspelen 2020 och 2024.